# Izvorno hrvatsko
Izvorno hrvatsko je znak  koji dodjeljuje Hrvatska gospodarska komora proizvodima i uslugama na području Hrvatske koji svojim postojanjem imaju izrazitu vrijednost koja odiše izvornom hrvatskom tradicijom, a ti isti proizvodi i usluge su plod isključivo inovacija, istraživanja i razvoja hrvatskih poduzeća i ljudi.
Proizvodi i usluge koje su dobili znak Izvorno hrvatsko prošli su niz rigoroznih kontrola HGK i njihovog Centra za kvalitetu te Tehničke komisije koji su provjerili dokumentaciju, certifikate i ostale značajke proizvoda i usluga koje su zatražile da im se dodijeli znak Izvorno hrvatsko. Nakon što su prošli sve kontrole i testiranja Savjet HGK donosi odluku o uvrštavanju proizvoda ili usluge na listu nosioca znaka Izvorno hrvatsko.

## Popis proizvoda i usluga sa znakom "Izvorno hrvatsko"
1. Bajadera[3]- desert, proizvodi Kraš d.d.  Zagreb
2. Sumamed - antibiotik, proizvodi PLIVA
3. Vegeta[4]- dodatak jelu, priozvodi Podravka Koprivnica
4. Stara Badel šljivovica[5]- rakija, proizvodi Badel 1862. d.d.
5. Mliječni namaz Dukatela[6] - mliječni proizvod, proizvodi Dukat Zagreb
6. Petrine pletilje[7]-  ručni vezeni rad, Petra Commerce, Zagreb
7. Paprenjak[8]- tradicionalni hrvatski kolač, Paprenjak, Zagreb
8. Hrvatsko svečano odijelo[9]- proizvodi Modni atelier Gena, Trogir
9. Secosec[10] - kodirana sigurnosna plomba sa zaštitnom kapom, proizvodi Shacko d.o.o., Split
10. Amarena premium[11] - voćni sirup, proizvodi Maraska d.d., Zadar
11. Vez koprivničkog ivanca[12]- suvenir, ručni vez Baština, Koprivnički Ivanec
12. Melem[13] - zaštitna krema, proizvodi Neva d.o.o., Zagreb
13. Informacijski sustav održavanja - Mims ver.3[14] - programska podrška, proizvodi ININ d.o.o., Slavonski Brod
14. Paška čipka[15] - ručni vez, Grad Pag - DPČ “Frane Budak”, Pag
15. Vinjak "Trenk"[16]  - vinjak, proizvodi Zvečevo d.d., Požega
16. Aplikativni softver - gospodarenje proračunskim sredstvima ver. 4.0[17]  - programska podrška, Infomare d.o.o., Split
17. Izvorni posedarski dalmatinski pršut[18]  - proizvodi Pršutana d.o.o., Posedarje
18. Paški sir[19]  - mliječni proizvod, proizvodi Sirena - Mala sirana d.o.o., Kolan, otok Pag
19. Dalmatinski šokol[20]  - mesni proizvod, Pršutana d.o.o., Posedarje
20. Dokup mirovine[21]  - izvorno hrvatska vrsta otpremnine,  Royal mirovinsko osiguranje d.d., Zagreb
21. Pekmez od šljiva[22]  - proizvodi Podravka d.d. Koprivnica
22. Kolekcija Morčić[23]  - obrada zlata, Zlatarna Križek, Velika Gorica
23. Sustav informatizacije poslovanja autoprijevoznika -S.i.p.a. Verzija 1.xxx[24]  - programska podrška, Digital Point d.o.o., Rijeka
24. Bravo™ - poslovni informacijski sustav u prometu verzija 3.xxx[25]  - programska podrška, Euro-tera d.o.o., Zagreb
25. Lepoglavska čipka[26]  - ručni vez,  Zadruga Lepoglavske čipke, Lepoglava
26. Gavrilovićeva salama[27]  - mesni proizvod, proizvodi Mate Gavrilovića potomci d.o.o., Petrinja
27. Gavrilovićev kulen[28] - mesni proizvod, proizvodi Mate Gavrilovića potomci d.o.o., Petrinja
28. Voštane dalmatinski pršut[29] - mesni proizvod, proizvodi Pršut Voštane d.o.o., Trilj
29. Dalmatinski pršut Mataš[30] - mesni proizvod, proizvodi Mataš M.N. d.o.o., Jasenice
30. Svježe svinjsko meso[31] - mesni proizvod, proizvodi Mesnice Fiolić d.o.o., Zagreb
31. Mikado[32]mliječna čokolada s rižom – slatkiš, proizvodi Zvečevo d.d., Požega
32. Centrix[33] - programska podrška, Omega software d.o.o., Zagreb
33. Luxal[34] - kemijski proizvod, Chromos boje i lakovi d.d., Zagreb
34. Chromoden[35] lak za parkete - kemijski proizvod, Chromos boje i lakovi d.d., Zagreb
35. Brac fini sapuni[36] - Brac fini sapuni, Postira, otok Brač
36. Porotherm[37] - protupotresni blok, Wienerberger Ilovac d.d., Karlovac
37. Pištolj - HS 2000 i HS XD[38] - oružje, proizvodi HS Produkt d.o.o., Karlovac
38. Zlatno zrno žita[39] - beskvasni kruh, integralni kruh, Prehrambeno-industrijski kombinat d.d., Rijeka
39. Zlatno zrno žita[40] - miješani ječmeni kruh, miješani zobeni kruh, miješani heljdin kruh, Prehrambeno-industrijski kombinat d.d., Rijeka
40. Zlatno zrno žita[41] - integralni medenjaci, integralni vanilija keksi, Prehrambeno-industrijski kombinat d.d., Rijeka
41. Varaždinsko bučino ulje[42] – ulje, proizvodi Prehrana d.o.o., Varaždin
42. Podravka goveđi gulaš[43] – mesni proizvod, proizvodi Danica mesna industrija d.o.o., Koprivnica
43. Varaždinsko kiselo zelje[44]  - Prehrana d.o.o., Varaždin
44. Varaždinska kisela repa[45]  - Prehrana d.o.o., Varaždin
45. Baranjski kulen[46]  – mesni proizvod, Belje d.d., Mesna industrija, Darda
46. Dalmatinska pečenica Mataš[47]  – mesni proizvod, proizvodi Mataš M.N. d.o.o., Jasenice
47. Maraschino[48]  -  liker, proizvodi Maraska d.d., Zadar
48. Požeška viljamovka[49]  – rakija, proizvodi Willijams, Požega
49. Penkala kemijske olovke[50]  – TOZ Penkala d.d., Zagreb
50. Penkala nalivpera[51]  - TOZ Penkala d.d., Zagreb
51. Zagorski štrukli [52]  – desert, proizvodi Palace delikatese d.o.o., Zagreb
52. Miris - metodika za projektiranje informacijskih sustava, verzija 2.0 [53]   -  programska podrška, Ris d.o.o., Rijeka
53. Učilica[54]  – igra, Markot.tel d.o.o., Zagreb
54. Perpetuum Mobile iSite3[55]  – programska podrška, Perpetuum Mobile d.o.o., Zagreb
55. Dingač[56]  - vrhunsko vino, barrique i arhivsko vino, proizvodi Dingač poljoprivredna zadruga i vinarija, Potomje
56. Postup[57]  - vrhunsko vino i arhivsko vino, proizvodi Dingač poljoprivredna zadruga i vinarija, Potomje
57. Pošip Smokvica[58]  - vrhunsko vino, proizvodi Jedinstvo PZ, Smokvica, otok Korčula
58. Rukatac Smokvica[59]  - vrhunsko vino,  proizvodi Jedinstvo PZ,  Smokvica, otok Korčula
59. Ivan Dolac[60]  - vrhunsko vino, barrigue i arhivsko vino, proizvodi Svirče poljoprivredna zadruga i vinarija, Vrbanj, otok Hvar
60. Dimsi[61]  - mliječni proizvod, proizvodi Dukat d.d. Zagreb
61. Podravec[62]  - mliječni proizvod, proizvodi Dukat d.d. Zagreb
62. Zagrebački sir[63]  - mliječni proizvod, proizvodi Dukat d.d. Zagreb
63. Benkovački kamen [64]  – građevinski materijal, proizvodi Kamen Benkovac d.o.o., Benkovac
64. Tradicionalni kosokutni lijes rezbaren tropletom - model 80[65]  – pogrebna oprema, proizvodi Palma d.o.o., Jastrebarsko
65. Teranil[66]  – građevinski materijal, proizvodi Samoborka d.d., Samobor
66. Samoterm[67]  - građevinski materijal, proizvodi Samoborka d.d.,Samobor
67. Terapol[68]  - građevinski materijal, proizvodi Samoborka d.d., Samobor
68. Istarski kamen[69]   vrste Kanfanar, Selina, Kirmenjak, Valtura – građevinski materijal, proizvodi Kamen d.d., Pazin
69. Ruho za stol[70]  - tkani nadstolnjaci, stolnjaci i podlošci, proizvodi ETNO radiona Čehulić, Kravarsko
70. Umjetni mamci s ugrađenim rollo systemom[71]   – ribolov, proizvodi Adriatic M&M d.o.o., Bregana
71. ECDLBOX[72]   – obrazovni materijal, KING ICT d.o.o., Zagreb
72. Kolekcija Dubrovački nakit[73]   – obrada zlata, Zlatarna Križek, Velika Gorica
73. Bermet Filipec[74]    – alkoholno piće, proizvodi Obitelj Filipec - obrt za vinogradarstvo, proizvodnju i trgovinu, Samobor
74. Pošip[75]    - vrhunsko vino, proizvodi Pošip poljoprivredna zadruga, Čara, otok Korčula
75. UBS21[76]    – programska podrška, N-LAB d.o.o., Zagreb
76. Radiolink RL 2 GHz [77]    – radijski modul, proizvodi Zagrel Rittmeyer d.o.o., Zagreb
77. Dalmatinski pršut - Premium[78]    -  proizvodi Mijukić Prom, Runovići
78. Studenački pršut[79]   - dalmatinski pršut, proizvodi Gradina, Studenci
79. Žlahtina Toljanić[80]    - kvalitetno vino, proizvodi Gospoja P.Z., Vrbnik
80. Poljanski šaran[81]    – riba, proizvodi Ribnjačarstvo Poljana d.d., Kaniška Iva
81. Imotska torta[82]    – desert, proizvodi Dujmex d.o.o., Imotski
82. Imotski rafioli[83]    – slatkiš, proizvodi Dujmex d.o.o., Imotski
83. Zlatna vrbnička žlahtina[84]  – kvalitetno vino, proizvodi Poljoprivredna zadruga Vrbnik, Vrbnik
84. Torkul[85]    - ekstra djevičansko ulje, proizvodi Fanito, obrt za poljoprivrednu proizvodnju i trgovinu, Vela Luka
85. Vrgorački pršut[86]    – dalmatinski pršut, proizvodi Mesna industrija Braća Pivac d.o.o., Vrgorac
86. e-Kids BOX[87]    – pomoć pri učenju, Pro-mil d.o.o., Varaždin
87. Marco Polo (maslinovo ulje)[88]    - ekstra djevičansko maslinovo ulje, Blato 1902 d.d., Blato, otok Korčula
88. Jurek[89]    – domaći kukuruzni kruh, proizvodi Pekarnica Latica d.o.o., Varaždin
89. Caprilo[90]   – meki masni sir od kozjeg mlijeka s plemenitom plijesni, proizvodi Vindija d.d., Varaždin
90. Capro blue[91]    – meki masni sir od kozjeg mlijeka s plemenitom plijesni, proizvodi Vindija d.d., Varaždin
91. Capron[92]   – meki masni sir od kozjeg mlijeka,  proizvodi Vindija d.d., Varaždin
92. Vrša na sklapanje[93]   - ribolov, proizvodi Obrt za proizvodnju Trapula, Marina
93. Caprodur[94]    - tvrdi sir od kozjeg mlijeka,  proizvodi Vindija d.d., Varaždin
94. Ovidur[95]    - tvrdi sir od ovčjeg mlijeka,  proizvodi Vindija d.d., Varaždin
95. Varaždinski svježi sir u sirnoj marami[96]    - proizvodi Vindija d.d., Varaždin
96. Ekstra djevičansko i djevičansko maslinovo ulje[97]   – proizvodi Poljoprivredna zadruga Marina, Marina
97. Kapljice[98]    - gazirana prirodna mineralna voda, proizvodi Kalničke vode Bio Natura d.d., Križevci
98. Smrznuti kvarnerski škamp[99]    - prehrambeni proizvod
99. Badel Pelinkovac[100]    - liker, proizvodi Badel 1862. d.d.
100. Dalmatinski pršut[101]    – mesni proizvod, proizvodi MEL (Mesnice Lovrić), Hrvace
101. Slavonski kulen[102]   – mesni proizvod, proizvodi Mesoprerada
102. Smib[103]    - poučno-zabavni časopis za djecu koji izdaje Školska knjiga
103. Modra lasta[104]    -  poučno-zabavni časopis za učenike osnovne škole koji izdaje Školska knjiga
104. Lećevački sir[105]    - sir iz mjesta Lećevica
105. Sisačka salama[106] - mesni proizvod sa šireg područja Siska, proizvodi Promes-Cvanciger iz Siska.

## Zanimljivosti
Na listi nosioca znaka Izvorno hrvatsko nekada se nalazio i proizvod koji se zvao Poslovni informacijski sustav Posls verzija 2.xxx koji je kao programsku podršku na tržište plasirao Infosistem d.d. iz Zagreba, ali je izbrisan s liste zbog nezadovoljavanja uvjeta.

## Vanjske poveznice
- Hrvatska gospodarska komora  Arhivirana inačica izvorne stranice od 24. listopada 2010. (Wayback Machine)
- HrvatskiProizvod.com  Arhivirana inačica izvorne stranice od 16. siječnja 2009. (Wayback Machine)